# Бозе, Жозеф
Жозеф Бозе (7 февраля 1745, Мартиг — 25 января 1826, Париж) —  французский художник-портретист.

## Биография
Жозеф Бозе родился в семье капитана корабля Жана-Франсуа Бозе, который в дальнейшем стал губернатором Наветренных островов и французским консулом на Мальте, и его жены, Жанны Урсулы, урождённой Видаль.
С детства юный Жозеф продемонстрировал мастерство в рисовании, и в 17 лет поступил в рисовальную школу в Марселе. После этого он продолжил обучение в Париже под руководством Мориса Кантена де Латура.
Карьера молодого художника пошла в гору, когда он выполнил портреты нескольких придворных, а затем и портрет самого короля Людовика XVI, заслуживший его монаршее одобрение. Некоторые из портретов работы Бозе вскоре после создания были гравированы.
На начальном этапе Революции Бозе рисовал портреты депутатов Учредительного собрания, которые немедленно гравировались и разлетались, как горячие пирожки. Художник согласился изобразить не только либерала Мирабо, но и радикалов Робеспьера и Марата. Однако затем, вызванный в суд для дачи показаний против королевы Марии-Антуанетты, он дал показания в её пользу, после чего был арестован и заключён в тюрьму Консьержери. От казни на гильотине его спасло только падение Робеспьера и его режима. Тем не менее, решив не испытывать судьбу, художник эмигрировал в Голландию, а затем в Англию. В 1798 году художник вернулся в Париж, где продолжал свою карьеру ещё лет 30.
Жозеф Бозе скончался в 1826 году в Париже.

## Галерея

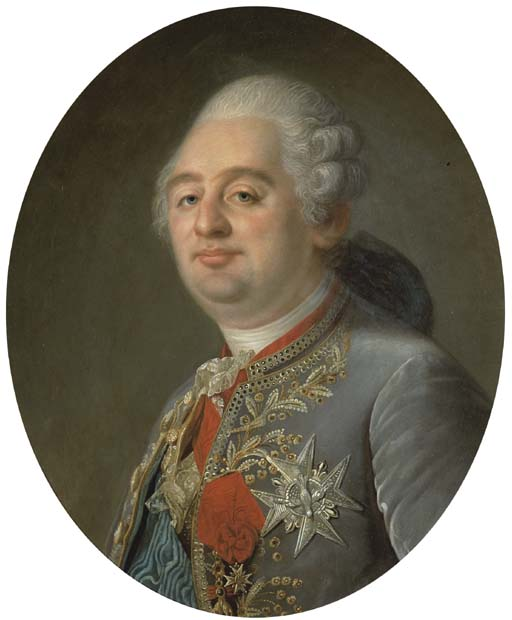
Людовик XVI.
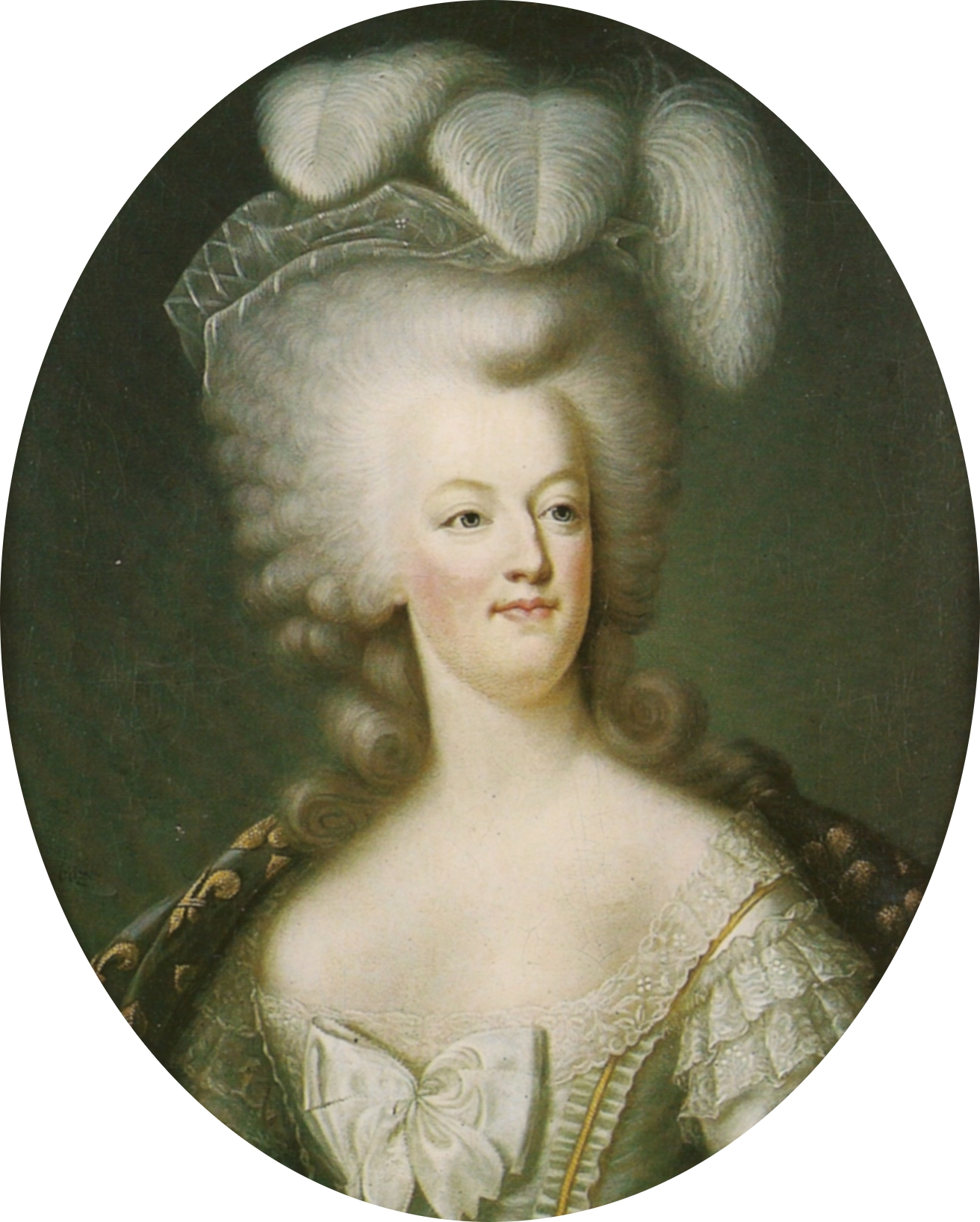
Мария-Антуанетта.
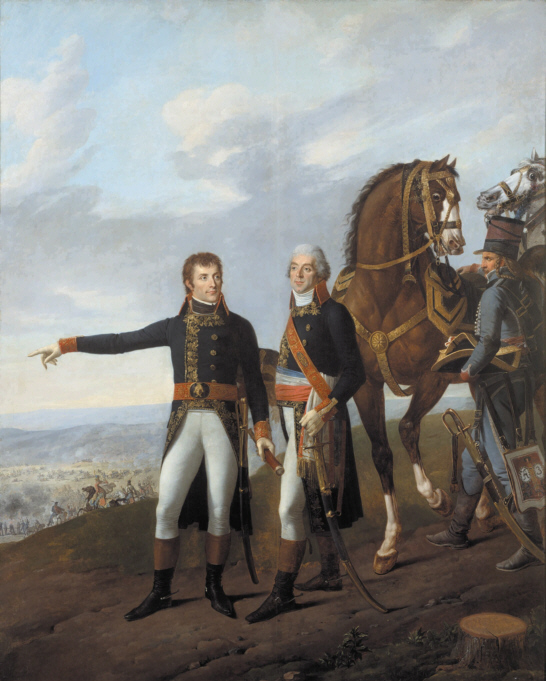
Наполеон Бонапарт и его начальник штаба Луи Александр Бертье в битве при Маренго.
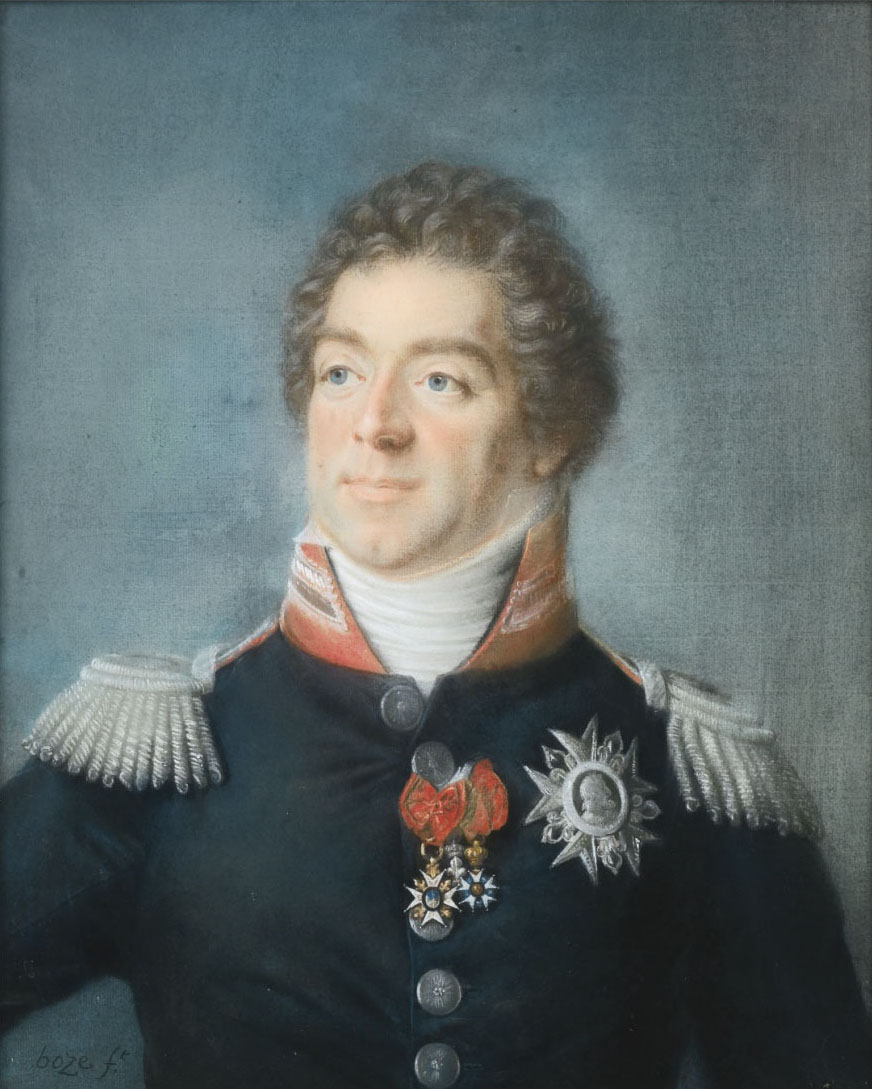
Маршал Бертье.
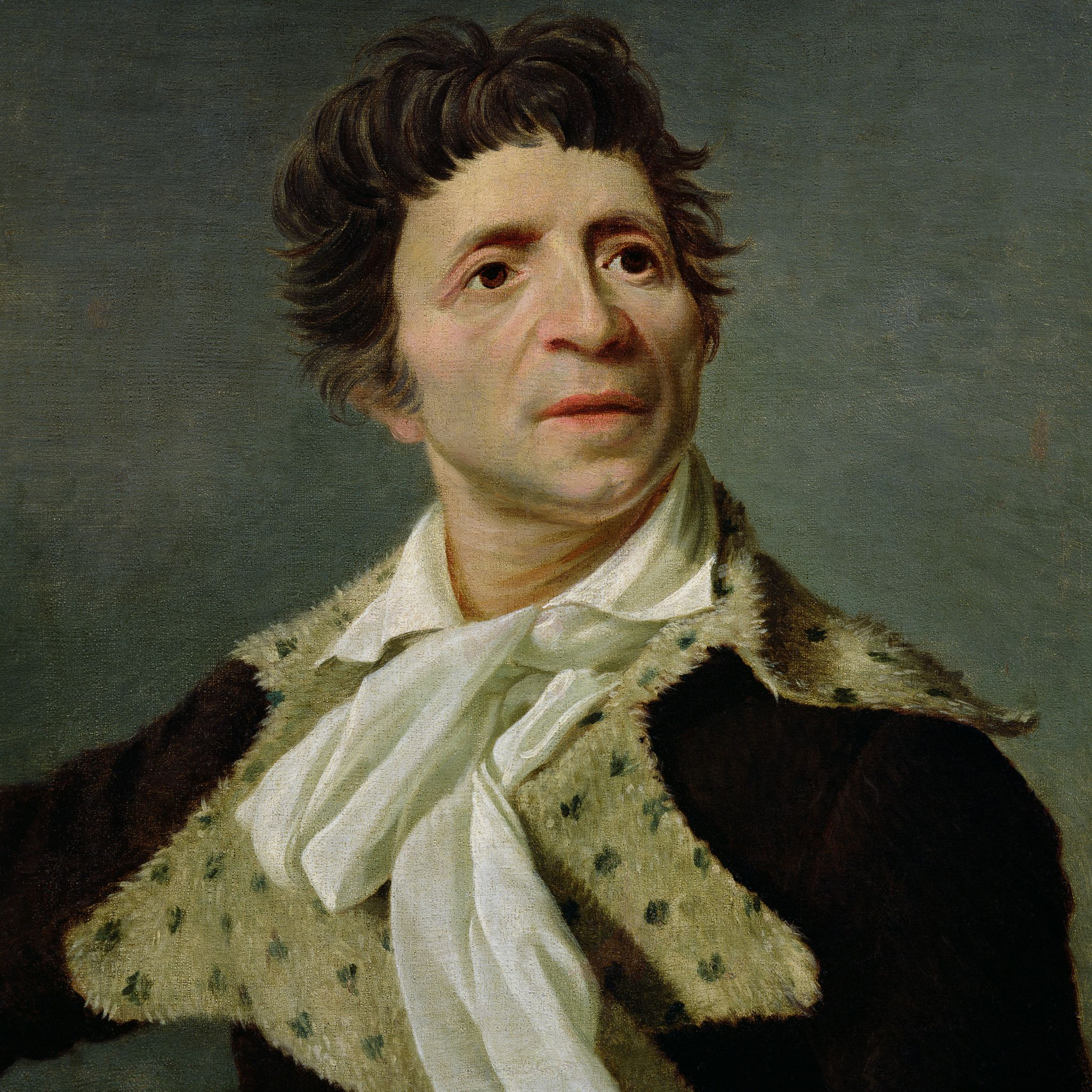
Марат
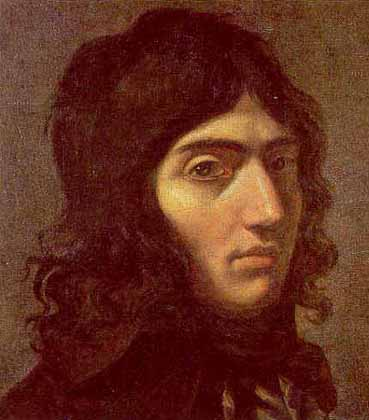
Камиль Демулен.